# Букин, Василий Николаевич
Васи́лий Никола́евич Бу́кин (1899—1979) — советский биохимик.

## Биография
Родился 15 (27 января) 1899 года в селе Знаменское (ныне Башмаковский район, Пензенская область).

## Образование и работа
- В 1925 году окончил ЛСХИ (ныне — Санкт-Петербургский государственный аграрный университет).
- 1925—1926 — агроном
 Ленинградского областного земельного управления
- 1927—1930 — председатель колхоза «Красный семеновод» Ленинградской области.
- 1932—1938 — в Институте растениеводства в Ленинграде
- с 1938 — в ИБХАН
- с 1943 — профессор Московского технологического института пищевой промышленности.

## Основные достижения
В 1932—1938 работал в институте растениеводства в Ленинграде, где организовал одну из первых в СССР лабораторий по витаминам. Основные труды по биосинтезу витаминов, их роли в обмене веществ, способам получения.
На основе работ Букина и его сотрудников налажено отечественное производство витаминов A, B12, B15, D2, аминокислот 5-метилметионина, лизина, гомосерина, применение их в пищевой промышленности, лечебной практике и животноводстве.
Под руководством В.Н. Букина лабораторией витаминов совместно с Московским технологическим институтом пищевой промышленности был разработан и внедрен в производство оригинальный способ получение витамина U (метилметионина) из метионина.
Член-корреспондент АН СССР (1964)
Умер 21 января 1979 года в Москве.

## Награды и премии
- Сталинская премия третьей степени (1949) — за разработку и внедрение в промышленность метода производства витаминных рыбных жиров
- премия имени А. Н. Баха (1963)
- два ордена Трудового Красного Знамени (1969, 1975)
- орден «Знак Почёта» (1953)
- медали[3]
- заслуженный деятель науки и техники РСФСР (1963)[3]